# Stegolaria geniculata
Stegolaria geniculata är en nässeldjursart som först beskrevs av George James Allman 1888.  Stegolaria geniculata ingår i släktet Stegolaria och familjen Tiarannidae. Inga underarter finns listade i Catalogue of Life.